# مانوئل گاسپارینی
مانوئل گاسپارینی (انگلیسی: Manuel Gasparini؛ زادهٔ ۱۹ مهٔ ۲۰۰۲) بازیکن فوتبال است.
وی همچنین در تیم‌های ملی فوتبال زیر ۱۵ سال ایتالیا، زیر ۱۶ سال ایتالیا، زیر ۱۷ سال ایتالیا، و زیر ۱۸ سال ایتالیا بازی کرده‌است.